# Região Geoadministrativa de Cajazeiras
A Região Geoadministrativa de Cajazeiras é uma região geoadministrativa brasileira localizada no estado da Paraíba. É formada por 15 municípios.
Seus gerentes regionais são Francisco das Chagas (Titico) e Dayanne Chrystina.

## Municípios
- Bernardino Batista
- Bom Jesus
- Bonito de Santa Fé
- Cachoeira dos Índios
- Cajazeiras
- Carrapateira
- Joca Claudino
- Monte Horebe
- Poço Dantas
- Poço de José de Moura
- Santa Helena
- São João do Rio do Peixe
- São José de Piranhas
- Triunfo
- Uiraúna